# 何塞·莫利納
何塞·弗朗西斯科·莫利納·吉梅內斯（西班牙語：José Francisco Molina Jiménez，1970年8月8日—），是一名前西班牙足球運動員，司職守門員。現任西班牙足協體育總監。
他豐富的職業生涯當中的11年都花在馬德里競技和拉科魯尼亞，在那裡他一共得到五個不同賽事的冠軍。在他職業生涯一共14個賽季中，他總共在西甲出場在415次。
莫利納總共為西班牙國家隊效力四年，他曾經代表國家隊參加1998年世界盃和兩屆歐洲足球錦標賽。

## 俱樂部生涯
莫利納出生於巴倫西亞自治區巴倫西亞。他出身自巴倫西亞的青訓系統。莫利納在阿爾兹拉正式展開其職業生涯，1991年夏季他返回當地班霸巴倫西亞。但接着便被租借至鄰近的比利亞雷阿爾，在黃色潛艇經歷了一季後，他被賣給了阿尔瓦塞特。他在1995年1月8日主場對陣皇家奥维耶多作出了他在西甲的首場演出。他也在該球季最後一個比賽日俱樂部主場2:8大敗予拉科魯尼亞的比賽中正選上陣， 俱樂部也因為得失球差關係被康波斯特拉壓過而要參加升降級附加賽，最終兩回合計2:5不敵西乙俱樂部薩拉曼卡足球俱樂部而要降落乙組作賽。
莫利納職業生涯最為成功的是在馬德里競技，他自稱自己是個床單軍團球迷。他在1995年球季加盟這支首都俱樂部，他在加盟後首個球季便幫助床單軍團贏得了雙料冠軍（西甲聯賽和國王杯），而他在接下來的四個球季只錯過兩場比賽。
但馬競在1999-2000球季因為成績欠佳而慘遭降級。莫利納轉會至應屆冠軍拉科魯尼亞。他幫助拉科奪得一次國王盃和兩次西班牙超級盃。無論如何，他在2002年10月14日確定患上睾丸癌， 莫利納因而被迫接受治療去改善他的病情，從而錯過2002-03球季（只有10次聯賽出場，為拉科獲得第三名）;他最終完全地康復。
但後來還是離開了拉科 莫利納在2006-07球季返回家鄉巴倫西亞，為莱万特效力，但他在球季結束後並沒有延長合約，在莱万特成功護級後他選擇退役。
在2009年夏天，莫利納正式展開其教練生涯，他擔任比利亚雷亚尔C隊教練，帶領球隊參與西班牙丁級聯賽。2011年5月12日，由於維拉利爾B隊受到嚴重降級威脅，莫利納取代被解雇的哈維·加西亞成為教練，帶領球隊出戰西乙比賽。
2011年12月22日，莫利納取代被解雇的胡安·卡洛斯·加里多成為比利亞雷阿爾的一隊教練。 但他在2012年3月18日俱樂部作客0:1不敵莱万特後。莫利納在不到一年時間便被俱樂部解雇，因為當時「黃色潛艇」正處於降級旋渦當中。他上任反不但沒有令俱樂部有所起色，成績反而一落千丈。
2014年5月，香港超級足球聯賽俱樂部傑志公佈委任莫利納擔任傑志的主教練，合約期兩年。
2015年5月8日，傑志總領隊伍健於facebook上宣佈莫利納將於5月底離隊。
2016年3月，擔任印超聯加爾各答體育會主教練。

## 國家隊生涯
莫利納在1996年4月24日西班牙國家隊對陣挪威的比賽中作出了他首場演出，但他以客串左邊鋒的身份上陣，因為所有當時教練哈維爾·克萊門特已經沒有任何替換名額加上胡安·曼努埃爾·洛佩斯受傷離場才作出如此決定。
他也進入1996年歐洲足球錦標賽，1998年世界盃和2000年歐洲足球錦標賽的23人大名單。但在2000年歐洲足球錦標賽首場與挪威的比賽中便因一次致命的失誤不再被重用。

## 西班牙足協的工作
2018年7月9日，莫利納獲西班牙足協確認為接替希亞路擔任體育總監的人選。

## 榮譽

### 俱樂部
馬德里競技
- 西甲: 1995–96冠軍
- 國王盃: 1995–96冠軍

拉科魯尼亞
- 國王盃: 2001–02冠軍
- 西班牙超級盃: 2000, 2002

### 個人
- 薩莫拉獎: 1995–96

## 外部連結
- BDFutbol球員檔案（页面存档备份，存于） （英文）
- BDFutbol教練檔案（页面存档备份，存于） （英文）
- National team data（页面存档备份，存于） （英文）
- Futbolme profile（页面存档备份，存于） （西班牙文）
- CiberChe stats and bio（页面存档备份，存于） （西班牙文）
- 何塞·莫利納在 National-Football-Teams.com 上的出场纪录